# La Revolucion
La Revolución – album solowy Michała Wiśniewskiego, wydany 26 listopada 2013, nakładem firmy My Music. 
Płyta nie odniosła sukcesu komercyjnego, ponieważ sprzedała się w nakładzie niewiele ponad 4 tys. kopii. Jest to piąty, solowy album Michała Wiśniewskiego.

## Lista utworów
1. Piosenka Jak Pocałunek - 2:47
2. Wybuchnij - 3:03
3. Piękna Jest Miłość 3:25
4. Już Wiem 3:36
5. Bella Ragazza 3:21
6. Proste Słowa 3:28
7. Szkoda Słów 2:48
8. Pokochaj Jak Nie Kochał Nikt 3:49
9. Uwierz We Mnie - 3:43
10. Pierwszy Raz - 4:09
11. Prawo Do Gwiazd - 3:18
12. Jestem Wściekły - 3:24
13. Czarno-Biały Świat - 3:46
14. Filiżanka - 3:01
15. Speed 3:10